# Chibly Langlois
Chibly Langlois (La Vallée-de-Jacmel, 29 novembre 1958) è un cardinale e vescovo cattolico haitiano, dal 15 agosto 2011 9º vescovo di Les Cayes.

## Biografia

### Infanzia
Chibly Langlois è nato il 29 novembre 1958 a La Vallée-de-Jacmel, in diocesi di Jacmel, ad Haiti. La sua era una famiglia molto povera. Figlio primogenito, dopo di lui sono nati altri tre figli, di cui due si chiamano Gertrude e Edguert.

### Formazione e ministero sacerdotale
Dopo aver compiuto gli studi primari ha deciso di seguire la sua vocazione al sacerdozio cominciando gli studi nel Petit Séminaire Collège Saint-Martial di Port-au-Prince, per poi entrare nel Grand Séminaire Notre-Dame di Port-au-Prince nel 1985, dove ha studiato filosofia e teologia.
È stato ordinato presbitero il 22 settembre 1991 da Guire Poulard, vescovo di Jacmel. Fino al 1994 è stato vicario della cattedrale di Jacmel. Dal 1994 al 1996 ha studiato e conseguito la licenza in teologia pastorale presso la Pontificia Università Lateranense a Roma. Dal 1996 ha diretto gli uffici diocesani per la pastorale catechetica e giovanile. Dal 2000 è stato parroco della parrocchia-santuario dell'Immacolata Concezione di Des Orangers a Jacmel ed è stato professore di teologia pastorale presso il Grand Séminaire Notre-Dame, insegnando anche presso l'Istituto Diocesano per l'Educazione e la Promozione Umana di Jacmel.

### Episcopato
L'8 aprile 2004 è stato eletto vescovo di Fort-Liberté. Ha ricevuto la consacrazione episcopale il 6 giugno 2004, nella cattedrale di Saint-Joseph di Fort-Liberté, per mano di Hubert Constant, arcivescovo di Cap-Haïtien, coconsacranti Guire Poulard, vescovo di Jacmel, e Joseph Serge Miot, arcivescovo coadiutore ed amministratore apostolico di Port-au-Prince. Dopo il terremoto di Haiti è diventato uno dei protagonisti dell'opera di ricostruzione del Paese.
Il 15 agosto 2011 è stato nominato vescovo di Les Cayes, rimanendo amministratore apostolico di Fort-Liberté fino all'insediamento del suo successore, il vescovo Max Leroy Mésidor, il 28 luglio 2012. Dal 2004 al 2012 è stato membro della Commissione episcopale per la catechesi e, dal 2007, è membro della Commissione episcopale per le missioni, presiedendo anche la commissione pastorale dell'infanzia e il consiglio amministrativo dell'Université Notre-Dame d'Haiti. È stato eletto presidente della Conferenza Episcopale di Haiti il 15 dicembre 2011. Attualmente è mediatore principale tra i gruppi di opposizione ed i rappresentanti del presidente di Haiti.

### Cardinalato
Papa Francesco l'ha elevato alla dignità cardinalizia nel suo primo concistoro, il 22 febbraio 2014, assegnandogli la berretta rossa, l'anello cardinalizio e il titolo presbiterale di San Giacomo in Augusta, di cui è il primo titolare, in quello stesso concistoro. La sua creazione a cardinale di Santa Romana Chiesa lo rende il primo cardinale haitiano.
Il 7 e 8 maggio 2025 ha partecipato come cardinale elettore al conclave che ha portato all'elezione di papa Leone XIV.

## Genealogia episcopale e successione apostolica
La genealogia episcopale è:
- Cardinale Scipione Rebiba
- Cardinale Giulio Antonio Santori
- Cardinale Girolamo Bernerio, O.P.
- Arcivescovo Galeazzo Sanvitale
- Cardinale Ludovico Ludovisi
- Cardinale Luigi Caetani
- Cardinale Ulderico Carpegna
- Cardinale Paluzzo Paluzzi Altieri degli Albertoni
- Papa Benedetto XIII
- Papa Benedetto XIV
- Papa Clemente XIII
- Cardinale Marcantonio Colonna
- Cardinale Giacinto Sigismondo Gerdil, B.
- Cardinale Giulio Maria della Somaglia
- Cardinale Carlo Odescalchi, S.I.
- Cardinale Costantino Patrizi Naro
- Cardinale Lucido Maria Parocchi
- Papa Pio X
- Cardinale Gaetano De Lai
- Cardinale Raffaele Carlo Rossi, O.C.D.
- Cardinale Amleto Giovanni Cicognani
- Arcivescovo Luigi Barbarito
- Arcivescovo François Gayot, S.M.M.
- Arcivescovo Hubert Constant, O.M.I.
- Cardinale Chibly Langlois

La successione apostolica è:
- Arcivescovo David Thomas Daniel Macaire, O.P. (2015)
- Vescovo Désinord Jean (2016)